# Logisis achroea
Logisis achroea är en fjärilsart som beskrevs av Walsingham 1909. Logisis achroea ingår i släktet Logisis och familjen stävmalar. Inga underarter finns listade i Catalogue of Life.